# فرودگاه رکونکویئیستا
فرودگاه رکونکویئیستا (به انگلیسی: Reconquista Airport) (به زبان بومی: Aeropuerto de Reconquista) یک فرودگاه همگانی با کد یاتا RCQ است که یک باند فرود بتن دارد و طول باند آن ۱۲۵۰ متر است. این فرودگاه در کشور آرژانتین قرار دارد و در ارتفاع ۴۹ متری از سطح دریا واقع شده است.

## شرکت‌های هواپیمایی و مقصدهای پروازی
| شرکت‌های هواپیمایی | مقصدهای پروازی                   |
| ----------------- | -------------------------------- |
| Macair Jet        | محله هوایی یورگ نوبری، Sunchales |